# Parti radical de gauche
Die Parti radical de gauche (PRG, deutsch „Radikale Partei der Linken“ oder „Partei der linken Radikalen“) ist eine linksliberale Kleinpartei in Frankreich. Das radical im Namen steht in Kontinuität zu historischen republikanischen, freisinnigen und laizistischen Bewegungen in Frankreich.

## Geschichte

### Spaltung der Parti radical – MRG
Die Partei entstand 1972 als Abspaltung von der links-bürgerlichen Parti républicain, radical et radical-socialiste (kurz Parti radical oder PR). Dieser war während der Dritten Republik eine der wichtigsten Parteien Frankreichs gewesen, hatte während der Vierten aber an Bedeutung verloren, was sich seit Beginn der Fünften Republik 1958 noch fortgesetzt hatte, da deren Mehrheitswahlrecht große Parteien begünstigt. Kleine Parteien haben in diesem praktisch nur eine Chance, wenn sie ein Bündnis mit einer größeren Partei eingehen. Entsprechend erstrebte der rechte Flügel der Parti radical mit dem Generalsekretär Jean-Jacques Servan-Schreiber ein Mitte-rechts-Bündnis (Mouvement réformateur) mit Christdemokraten und anderen bürgerlichen Parteien. Der linke Flügel der Parti radical favorisierte hingegen eine Beteiligung an der Union de la gauche (Union der Linken) mit Parti socialiste (PS) und Parti communiste français (PCF) unter Führung François Mitterrands.
Der linke Flügel unter Führung Robert Fabres verließ daraufhin den PR und gründete das Mouvement de la gauche radicale-socialiste (MGRS, deutsch Bewegung der radikal-sozialistischen Linken). Die Partei unterzeichnete das gemeinsame Programm (Programme commun) der linken Parteien, und trat zur Parlamentswahl 1973 als Teil der Linksunion an. Die Wahl wurde aber vom Mitte-rechts-Lager gewonnen, dem auch der Rumpf der Parti radical angehörte, der zur Unterscheidung fortan Parti radical valoisien genannt wurde; das MGRS kam nur auf 2,8 % der Stimmen und 12 Sitze. Noch im selben Jahr benannte sich die Partei in Mouvement des radicaux de gauche (MRG, dt. Bewegung der linken Radikalen) um, den sie bis 1995 trug.
In den folgenden Jahrzehnten trat sie stets im Bündnis mit den Sozialisten an, denen sie eine ununterbrochene Vertretung in beiden Parlamentskammern verdankte. Ihre Hochburgen hatte sie im Südwesten Frankreichs (Regionen Aquitanien und Midi-Pyrénées), wo traditionell eine linksliberal-bürgerliche Wählerschaft recht stark vertreten ist, sowie auf Korsika. Dort verzichtete die PS absprachegemäß in einigen Wahlkreisen auf einen eigenen Kandidaten und unterstützte stattdessen denjenigen der radicaux de gauche. Im Senat hatten die linken Radikalen noch bis 2008 eine Fraktionsgemeinschaft mit den Senatoren der Parti radical valoisien, unter dem traditionellen Namen Gauche démocratique („demokratische Linke“), die sich 1989 in Rassemblement démocratique européen (RDE) umbenannte, dem 1995 noch das Wort social hinzugefügt wurde (RDSE). Während der Präsidentschaft François Mitterrands (1981–1995; mit Ausnahme der Cohabitations 1986–88 und 1993–95) gehörte das MRG der sozialistisch geführten Regierung an.

### Énergie radicale unter Tapie
Unter Führung des Parteivorsitzenden Jean-François Hory (1992–1995) und des Unternehmers Bernard Tapie versuchte die Partei Mitte der 1990er-Jahre, sich mittels linkspopulistischer Positionen als politische Kraft neben den Sozialisten zu etablieren. Mit Tapie, der damals auch Eigentümer und Präsident des Fußballklubs Olympique Marseille war, sprach die Partei über ihre angestammte bürgerliche Klientel hinaus Jugendliche, Arbeitslose und Geringverdiener an. In dieser Zeit trat das MRG unter der Bezeichnung Énergie radicale auf. Ihren größten Wahlerfolg hatte sie bei der Europawahl 1994, als sie 12 % der Stimmen und 13 der 87 französischen Sitze errang. Die Europaparlamentarier der Énergie radicale bildeten mit Abgeordneten aus anderen Mitgliedsstaaten die Fraktion der Radikalen Europäischen Allianz. Auch Bernard Kouchner, einer der Gründer von Ärzte ohne Grenzen, schloss sich in dieser Zeit der Partei an. Als Tapie wegen verschiedener Strafverfahren in Misskredit geriet, war der Höhenflug schnell wieder vorbei.

### PRS und PRG von 1995 bis 2017

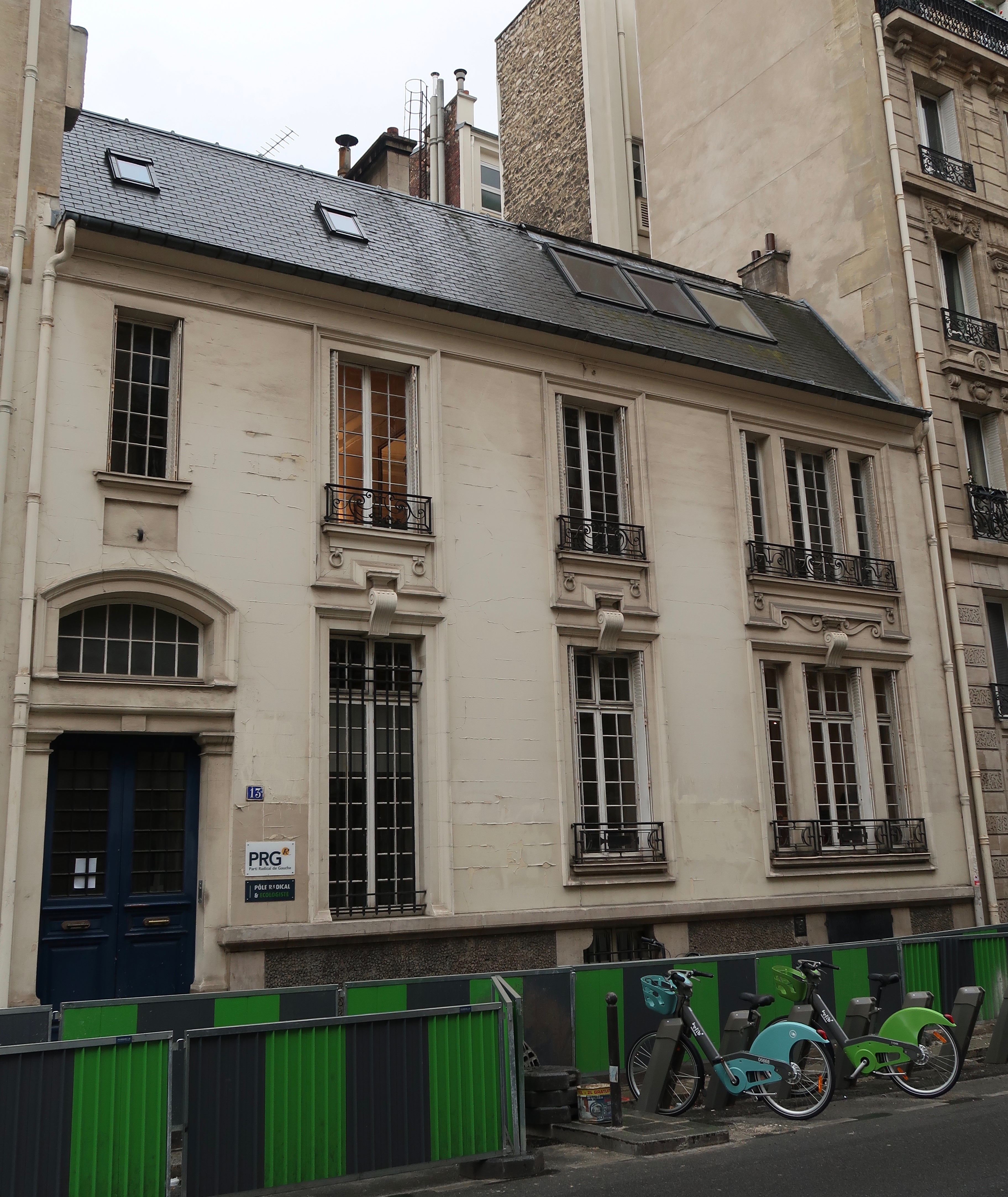
Parteizentrale in der Rue Duroc im 7. Arrondissement von Paris

Die Partei benannte sich 1995/96 in Parti radical-socialiste (PRS, dt. radikal-sozialistische Partei) um und wurde anschließend wieder als kleines „Anhängsel“ der Sozialisten wahrgenommen. Von 1996 bis 2016 stand der Partei der Zeitungsverleger Jean-Michel Baylet vor, der Eigentümer und Generaldirektor der südfranzösischen Regionalzeitungsgruppe um La Dépêche du Midi und zugleich langjährige Präsident des Generalrats im Département Tarn-et-Garonne. Nach der Parlamentswahl 1997 erreichte die Stärke der Partei in der Nationalversammlung mit 14 Abgeordneten einen Höhepunkt. Da es jedoch nicht für eine eigene Fraktion reichte, bildete sie für die Legislaturperiode bis 2002 eine Fraktionsgemeinschaft mit dem Mouvement des citoyens und Les Verts – die Groupe radical, citoyen et vert. Unter dem Premierminister Lionel Jospin (1997–2002) saßen erneut Radicaux de gauche am Kabinettstisch. 1998 erfolgte schließlich eine erneute Umbenennung und die Partei nahm ihren finalen Namen, Parti radical de gauche (PRG), an.

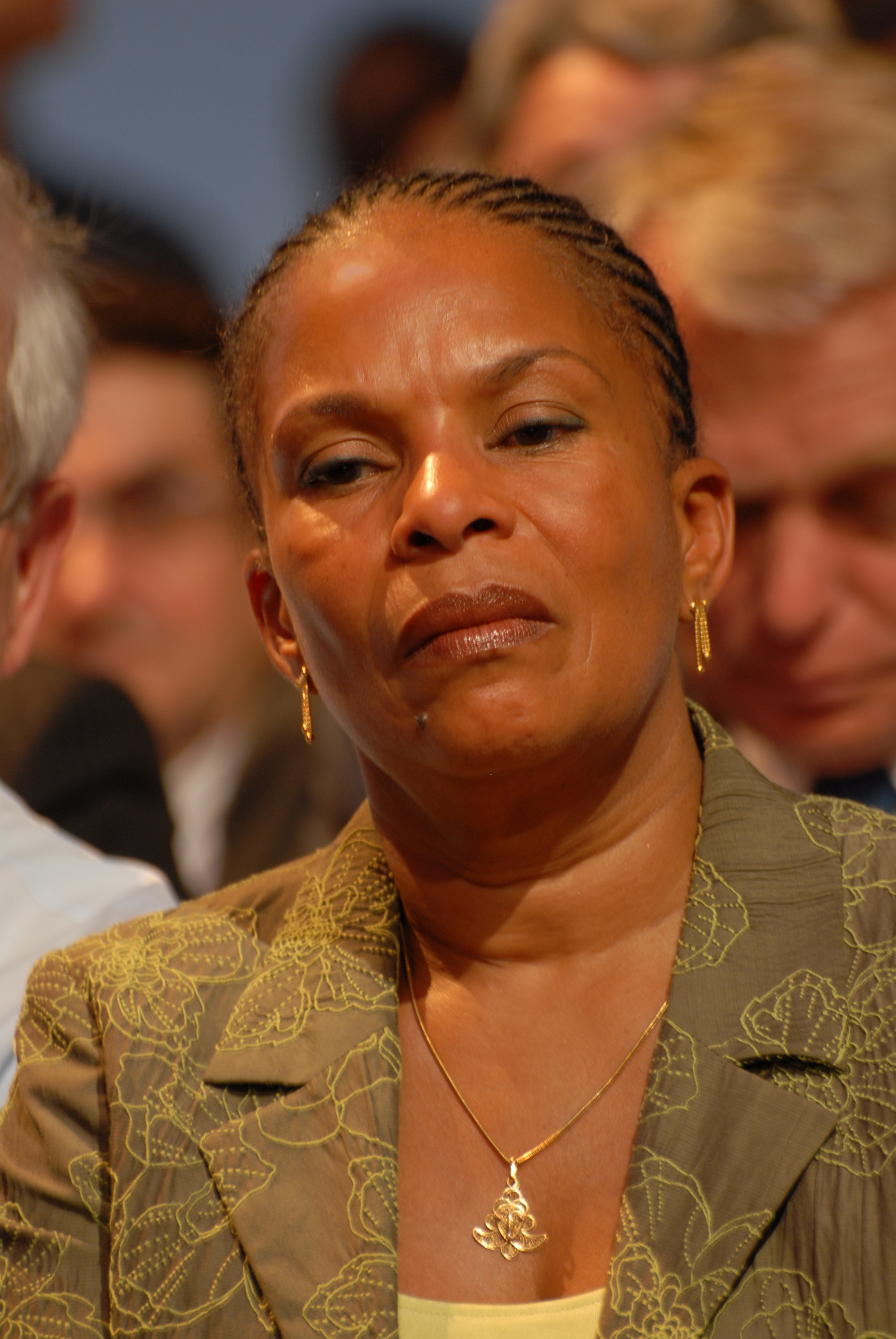
Christiane Taubira, Kandidatin bei der Präsidentschaftswahl 2002 und Justizministerin von 2012 bis 2017

Zur Präsidentschaftswahl 2002 stellte die PRG erstmals seit 1981 eine eigene Kandidatin auf: Christiane Taubira, eine Abgeordnete aus Französisch-Guyana. Sie erhielt rund 660.000 Stimmen (2,3 %). Die Zersplitterung des linken Lagers trug dazu bei, dass der sozialistische Kandidat Lionel Jospin nur auf Platz drei kam und die Stichwahl zwischen dem Konservativen Jacques Chirac und dem Rechtsextremen Jean-Marie Le Pen stattfand.
Bei den Präsidentschaftswahlen 2007 und 2012 verzichtete die PRG wieder auf eine eigene Kandidatur und unterstützte die Kandidaten der Sozialisten, Ségolène Royal bzw. François Hollande. Während der Präsidentschaft Hollandes (2012–17) stellte die PRG mit Christiane Taubira die Justizministerin. Sie wurde vor allem bekannt für das Gesetz zur Öffnung der Ehe für gleichgeschlechtliche Paare (marriage pour tous).
Bei der Europawahl im Mai 2014 verhalf das Wahlbündnis mit den Sozialisten der PRG zu einem Mandat, das von Virginie Rozière wahrgenommen wurde. Als Parteivorsitzende fungierte von Februar 2016 bis zur Fusion im Dezember 2017 die frühere Ministerin für Wohnen und Regionalentwicklung Sylvia Pinel; Generalsekretär war Guillaume Lacroix. Die Partei stellt in der 2017 gewählten Nationalversammlung drei Abgeordnete. Sie war zuletzt von 2017 bis 2018 mit Annick Girardin als Ministerin für die Überseegebiete und Jacques Mézard als Minister für Landesentwicklung im Kabinett Philippe II vertreten; die beiden gehörten auch dem Kabinett Philippe I an.

### Seit 2017: Fusion mit PRV und erneute Spaltung
Nach den Wahlen von 2017, die einen tiefgreifenden Umbruch des französischen Parteiensystems gebracht hatten, näherten sich nach 45 Jahren der Trennung Parti radical valoisien und Parti radical de gauche wieder einander an. Am 9. Dezember 2017 fusionierten sie schließlich zum Mouvement radical, das sich als sozial-liberale Kraft der Mitte positioniert. Einige Mitglieder der PRG, darunter die Europaparlamentarierin Virginie Rozière und das ehemalige Mitglied der Nationalversammlung Stéphane Saint-André, lehnten die Fusion allerdings ab und gründeten stattdessen Les Radicaux de gauche.
Im Februar 2019 verließ ein Großteil der ehemaligen PRG-Mitglieder, darunter die letzte Vorsitzende Pinel, das Mouvement radical wieder. Sie entschieden sich im folgenden Monat, die PRG als eigenständige Partei wiederzubeleben. Streitpunkt war die aus Sicht der linken Radikalen zu große Nähe zur Partei La République en Marche (LREM) des Staatspräsidenten Emmanuel Macron, die sich in einer gemeinsamen Kandidatenliste zur Europawahl 2019 spiegelte. Die wiederbelebte PRG beteiligte sich hingegen an einer gemeinsamen Liste mit der Parti socialiste und der neuen Partei Place publique von Raphaël Glucksmann. Da die Ministerin Annick Girardin beim Mouvement radical blieb, ist die PRG seither in der Opposition gegen die Regierungen des Präsidenten Macron. Zum Vorsitzenden der PRG wurde 2019 Guillaume Lacroix, ein Lokal- und Regionalpolitiker aus dem Département Ain, gewählt.
Bei der Parlamentswahl im Juni 2022 beteiligte sich die PRG nicht an dem linken Bündnis Nouvelle union populaire écologique et sociale (NUPES), sondern entschied sich für eine eigenständige Kandidatur. Seither ist sie nicht mehr in der Nationalversammlung vertreten. Bei der Europawahl 2024 stellte die PRG eine gemeinsame Liste mit den Regionalparteien des Bündnisses Régions et peuples solidaires sowie Volt France, dem Mouvement des progressistes und dem Mouvement des citoyens unter der Bezeichnung Europe Territoires Écologie auf, mit dem PRG-Vorsitzenden Guillaume Lacroix als Spitzenkandidaten. Diese Liste blieb jedoch mit 0,26 Prozent der Stimmen ebenso erfolglos wie die drei Kandidaten der Partei bei der französischen Parlamentswahl im selben Jahr.